# Slackware
Slackware је Linux оперативни систем слободног и отвореног кода. Један је од најранијих оперативних система заснован на Linux језгру и најстарија дистрибуција која се тренутно развија. Slackware је направио Патрик Волкердинг 1993. године.
Циљ Slackware дистрибуције је да направи стабилну и једноставну  дистрибуцију.